# ISO 3166-2:LS
ISO 3166-2:LS è la specifica dello standard ISO 3166-2, parte della norma ISO 3166 dell'Organizzazione internazionale per la normazione (ISO), che definisce i codici per i nomi delle principali suddivisioni del Lesotho (il cui codice ISO 3166-1 alpha-2 è LS).
Attualmente i codici coprono i 10 distretti. Iniziano con la sigla LS-, seguita da una lettera (A–K tranne I).

## Codici attuali
I codici e i nomi sono elencati nell'ordine standard ufficiale pubblicato dalla ISO 3166 Maintenance Agency (ISO 3166/MA).
| Codice | Suddivisione  |
| ------ | ------------- |
| LS-D   | Berea         |
| LS-B   | Butha-Buthe   |
| LS-C   | Leribe        |
| LS-E   | Mafeteng      |
| LS-A   | Maseru        |
| LS-F   | Mohale's Hoek |
| LS-J   | Mokhotlong    |
| LS-H   | Qacha's Nek   |
| LS-G   | Quthing       |
| LS-K   | Thaba-Tseka   |